# Тантьема
Тантье́ма (фр. tantième, определённая часть) — вознаграждение, выплачиваемое в виде процента от прибыли директорам и высшим служащим акционерных обществ, банков, страховых организаций. Система тантьем призвана связать интересы служащих с интересами предприятия.
Система тантьем составляет противоположность гонорарной системе: при последней вознаграждение служащего является заранее определённым и установленным по договору, а при системе тантьем оно определяется по финансовому успеху предприятия и составляет известный процент с торговой прибыли.

## В культуре XIX века
Система тантьем являлась преобладающей при постановке драматических и музыкальных произведений: автор — композитор или драматург — при постановке на сцене его драматических произведений получал известную долю дохода с представления.
Во Франции такая система вознаграждения в театральном деле существовала с 1791 года; в 1847 году она была введена в берлинских придворных театрах, а затем и в Вене. Обычная тантьема драматических писателей в Германии была 10 %; надзор за сбором тантьем принадлежит Немецкому обществу драматических писателей и композиторов в Лейпциге.
Система тантьемного вознаграждения авторов применялась и в России, в столичных императорских театрах; за представление оригинальной пьесы автор получал, в виде поспектакльной платы, процентное вознаграждение с валового сбора от 2 до 10 % (за оперу — от 3 до 10 %), смотря по количеству актов; за переводные пьесы уплачивалось не более 1 % за каждый акт. По соглашению с автором взамен поспектакльной платы ему могло быть назначено единовременное вознаграждение.

## В перестраховании
В перестраховании под тантьемой подразумевается часть положительной разницы между доходами и расходами перестраховщика по договору или группе договоров перестрахования, которую он по условиям договора перестрахования или специального договора о тантьеме обязуется передать перестрахователю по окончании установленного договором срока.
Также в некоторых случаях, тантьема — это разница между суммой страховых премией и суммой страховых выплат по договору или группе договоров перестрахования.